# Asz-Szajch al-Lakri
Asz-Szajch al-Lakri (arab. الشيخ الأقرع) – wieś w Syrii, w muhafazie Aleppo, w dystrykcie Afrin. W 2004 roku liczyła 82 mieszkańców.